# Сунджон (император Корейской империи)
Сунджо́н (кор. 순종?, 純宗?; 25 марта 1874 — 24 апреля 1926) — второй и последний император Корейской империи (1907—1910), четвёртый сын императора Коджона.

## Биография
Сунджон был четвёртым сыном корейского императора Коджона и его супруги Мин. В двухлетнем возрасте Сунджона объявили наследником престола. В детстве ему подсыпали яд в кофе, отчего у мальчика выпали зубы и значительно ухудшилось зрение. В 1882 году он женился на представительнице рода Мин, ставшей впоследствии императрицей Сунмёнхё (кор. 순명효황후).
В 1897 году Корея была объявлена империей, и Сунджон стал наследным принцем империи. 20 июля 1907 года Коджон, под давлением премьер-министра Ли Ванёна, поддерживаемого Японией, вынужденно отрёкся от престола. На трон взошел Сунджон и переехал из дворца Токсугун в имперскую резиденцию Чхандоккун. Его наследником объявили его младшего брата принца Ли Уна (кор. 영친왕).
Самостоятельной политики Сунджон проводить не мог и фактически был марионеточным правителем в руках японцев. Едва взойдя на престол, 24 июля 1907 года он подписал Новый японо-корейский договор о сотрудничестве. В период его правления корейская армия, за исключением одного батальона, была распущена. В 1909 году Япония лишила Корею юридических прав.
В задачи генерал-резидента Кореи Ито Хиробуми входило вести переговоры с Россией по манчжурскому вопросу. Ито Хиробуми был застрелен корейским националистом Ан Чунгыном 26 октября 1909 года на встрече с российским министром финансов Владимиром Николаевичем Коковцовым в Харбине. Инцидент привёл к японской оккупации Кореи. Сунджон выписал Ли Ванёну общую доверенность, после чего премьер-министр 29 августа 1910 года подписал Договор о присоединении Кореи к Японии. Японская интервенция положила конец трёхлетнему правлению Сонджона и 519-летнему владычеству династии Чосон.

### После свержения
До своей смерти в 1926 году Сунджон со своей супругой жили практически безвыездно во дворце Чхандоккун в Сеуле. Он не смел надеяться на восстановление своих полномочий из-за прояпонской коалиции в правительстве. За Сунджоном оставили наследственный титул король Ли дворца Чхандок (кор. 창덕궁 이왕).
Сунджон скончался 24 апреля 1926 года в Чхандоккуне и похоронен со своими двумя жёнами в усыпальнице династии Чосон (кор. 유릉) в городе Намъянджу. День его погребения 10 июня 1926 года послужил катализатором для Движения 10 июня против японской оккупации.

## Галерея

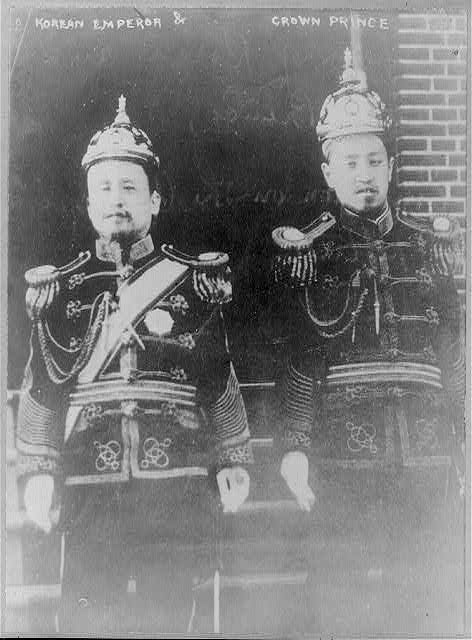
Император Коджон и наследный принц.
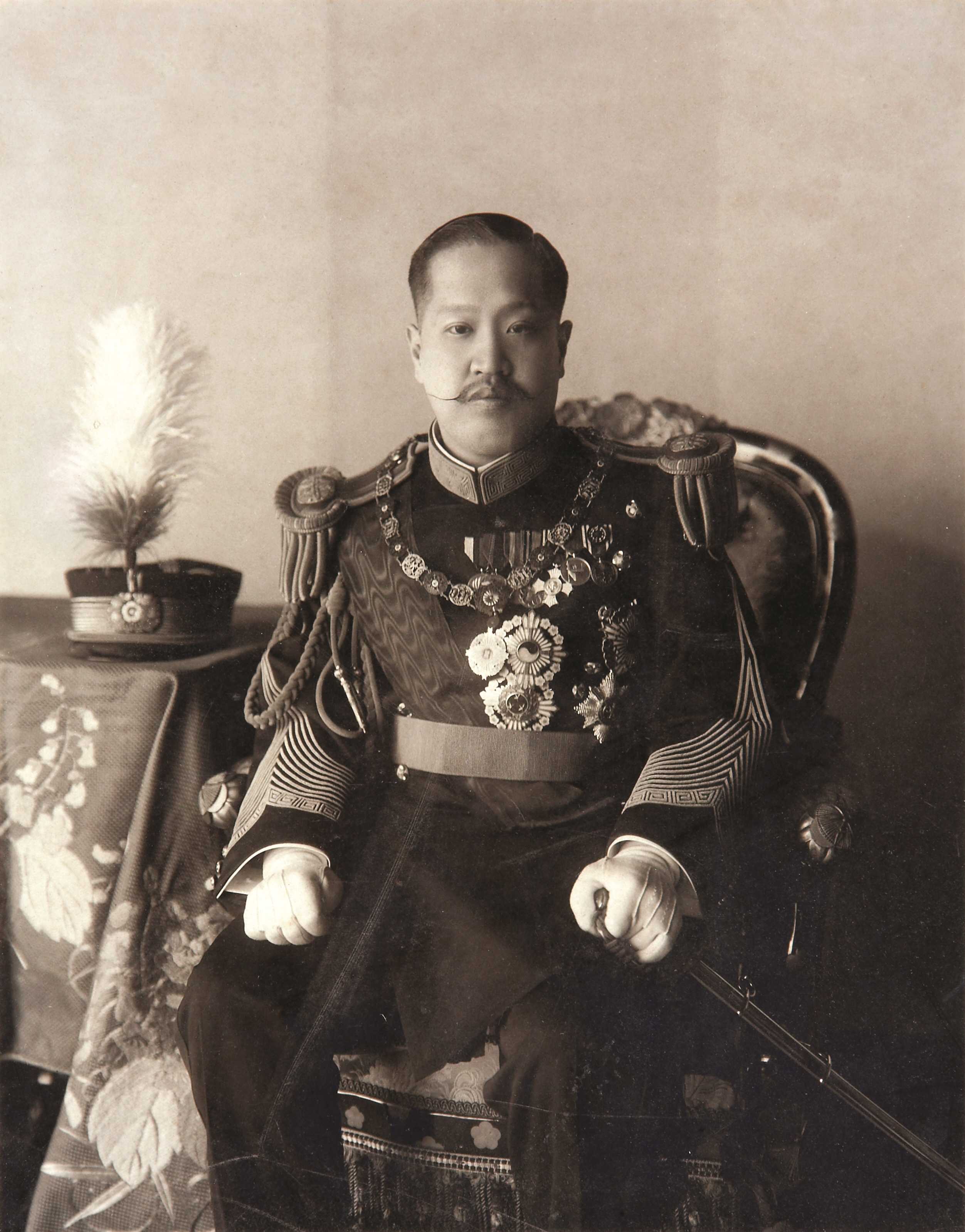
Император Кореи Сунджон
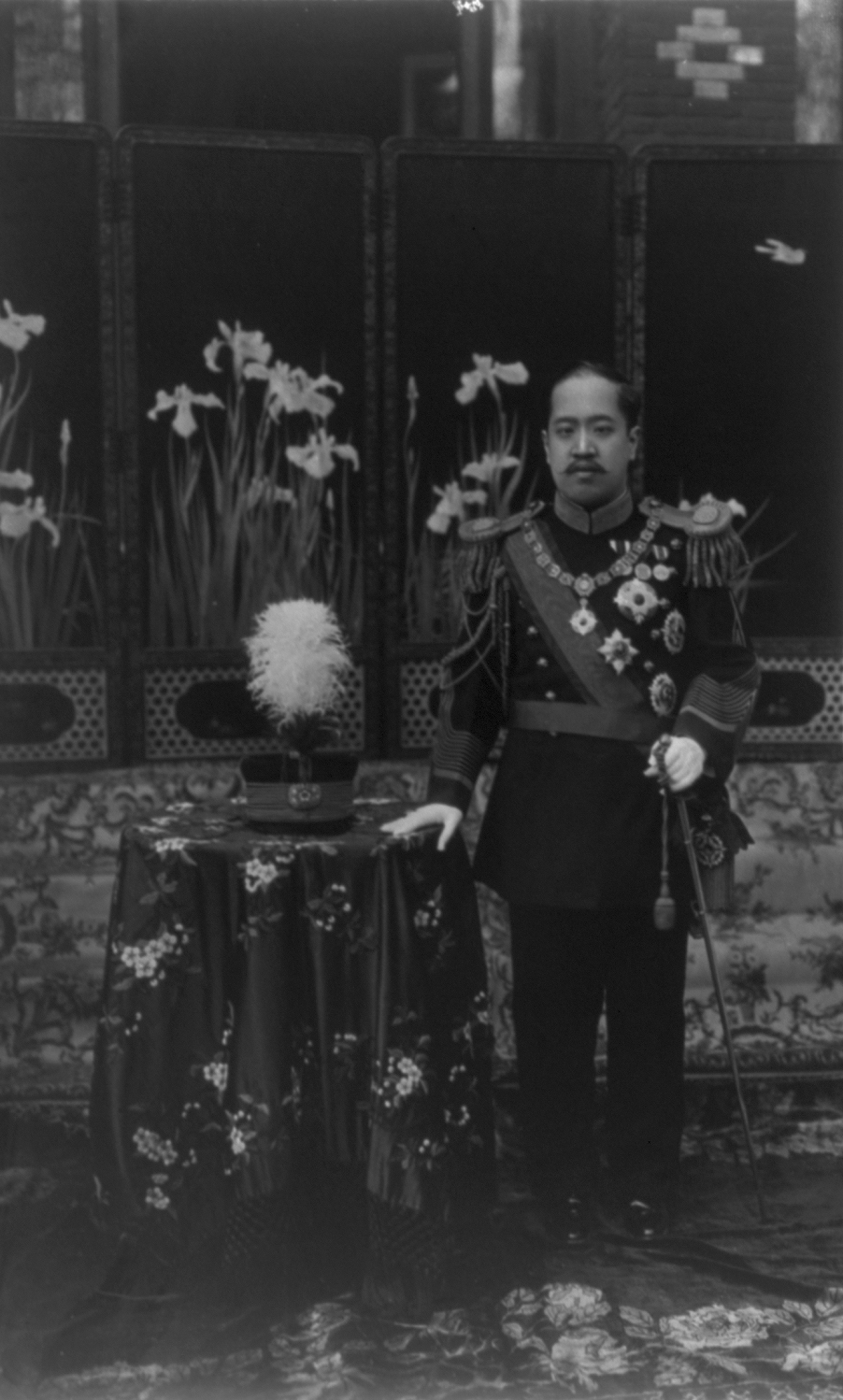